# Джонатан Розенбаум
Джо́натан Розенба́ум (англ. Jonathan Rosenbaum; нар. 27 лютого 1943, Флоренс, Алабама, США) — американський артгаузний кінокритик, який співпрацював із спеціалізованими виданнями Sight & Sound і Film Comment. З 1987 по 2008 роки публікувався переважно в тижневику Chicago Reader (де замінив свого товариша Дейва Кера).

## Життєпис
Майбутній кінокритик виріс у будинку Розенбаумів у Флоренс (Алабама)Флоренсі, Алабама, який спроектував для його діда Френк Ллойд Райт. У молоді роки жив у Парижі, асистував Жаку Таті. Викладав у багатьох університетах США і Великої Британії. Він видав 11 книг, присвячених творчості Орсона Веллса, Аббаса Кіаростамі, Джима Джармуша. Разом з Дж. Гоберманом опублікував у 1983 році монографію з історії американського кіноавангарду.
Джонатан Розенбаум часто висловлює думки, які не вписуються в русло мейнстриму американської критичної думки. Так, після смерті Інгмара Бергмана він замість некрологу опублікував есе в The New York Times, де поставив під сумнів велич покійного. Різко критикує обмеження на прокат зарубіжних стрічок у США.
Годар якось назвав Розенбаума спадкоємцем традицій Джеймса Ейджі, сучасним Андре Базеном.